# نشأة الفكر السياسي الإسلامي وتطوره
نشأة الفكر السياسي الإسلامي وتطوره: دراسة في المثلث الإشكالي المدنية والأصالة والعقلانية السياسية هو كتاب من تأليف الباحث المغربي امحمد جبرون، صدر سنة 2015 عن منتدى العلاقات العربية والدولية بالدوحة. يقدم الكتاب قراءة في أدبيات السياسة الإسلامية، مستقصيًا تطور المسائل التي عالجها الفكر السياسي، ودور المستجدات السياسية والتفاعل الثقافي في إثارة هذه المسائل وفي معالجتها أيضًا. كما يسلط الضوء على دور النص الديني في هذه المعالجات، وطبيعة التوظيف المبكر له من قبل التيارات الإسلامية الرئيسية.

## محتوى الكتاب
أوضح الكاتب في مقدمة كتابه ما أضافه للدراسات السابقة لنشأة الفكر السياسي الإسلامي، وهي فكرة التعاقب وما لها من أثر على الموضوع، واعتبرها جوهر دراسته وإضافته النوعية، ما حداه إلى الحديث عن عصر ما قبل التدوين وأثناءه 
توزعت مباحث الكتاب بين فصول أربعة، هي:
- الفصل الأول: السلطة السياسية في دولة الرسول صلى الله عليه وسلم، دراسة في الجذور المدنية لإشكاليتي الشرعية والدولة
- الفصل الثاني: الفكر السياسي الإسلامي قبل عصر التدوين (11 - 132 هـ) الخصائص والسمات
- الفصل الثالث: تدوين الفكر السياسي الإسلامي، دراسة في نشأة العلاقة بين الوحي والسياسة
- الفصل الرابع: الفكر السياسي الصوفي، معين الطاعة وحصن الجماعة

يعالج الكتاب مسار تطوّر الفكر السياسي الإسلامي من خلال منظور مركّب يجمع بين البعد التاريخي والتحليل النظري والفلسفي، وينطلق من فرضية مركزية تُسمى «فكرة التعاقب»، وهي تصور يرى أن تشكّل الفكر السياسي الإسلامي لم يكن حدثًا مفاجئًا أو مكتملًا منذ لحظته الأولى، بل هو سيرورة تاريخية تراكمية، تفاعلت فيها النصوص الدينية مع التحولات الاجتماعية والسياسية والثقافية، ما أنتج فهمًا تدريجيًا ومتغيرًا لمفاهيم الشرعية والدولة والسلطة. ويرى المؤلف أن هذا التطور لا يمكن فهمه من دون الإقرار بثلاثية مترابطة تمثل ما يسميه بـ«المثلث الإشكالي»: المدنية، الأصالة، والعقلانية السياسية. المدنية تشير إلى البعد المؤسسي والاجتماعي للسلطة، والأصالة تحيل إلى مركزية النص الديني والمرجعية الإسلامية، أما العقلانية السياسية فترتبط بمدى حضور المصلحة والاجتهاد والتجربة العملية في بناء النظرية السياسية الإسلامية.
ينقسم الكتاب إلى أربعة فصول رئيسة. يخصص الفصل الأول لدراسة السلطة السياسية في دولة النبي محمد صلى الله عليه وسلم، معتبرًا أن هذه التجربة لا يمكن وصفها بالدولة الدينية كما شاع لاحقًا، بل كانت أقرب إلى شكل مدنيّ يقوم على التعاقد السياسي (من خلال صحيفة المدينة)، والشورى، ومبدأ البيعة، ويقوم على شرعية الرضا العام. ويحلل المؤلف طبيعة الشرعية في هذه الدولة، ويرى أن غايتها لم تكن تأسيس نظام سلطوي ديني، بل تحقيق مصالح الجماعة من خلال مبادئ أخلاقية وروحية تؤسس لسلطة مسؤولة، وهو ما يفتح المجال أمام مفهوم "الوظيفة السياسية" للدين دون اختزال السياسة في النصوص المقدسة.
أما الفصل الثاني فيتناول مرحلة ما قبل التدوين (11 هـ – 132 هـ)، وهي المرحلة التي شهدت التحولات الأولى في مفهوم الإمامة والسلطة بعد وفاة النبي، حيث بدأ الخلاف حول آليات اختيار الحاكم، وشروط شرعيته، وأُنتجت مواقف متباينة من قبل الفرق الإسلامية الناشئة (الخوارج، الشيعة، المرجئة). ويُبرز الكاتب كيف أن هذه المرحلة كانت تتسم بطابع عملي وتطبيقي أكثر من كونها نظرية، إذ لم تكن قد تبلورت بعد مفاهيم فلسفية أو كلامية مكتملة، بل كانت النقاشات السياسية تجري غالبًا على أساس الوقائع المباشرة والحاجات السياسية والاجتماعية. ويلاحظ أن مفهوم الخلافة بدأ في هذه المرحلة يخرج من صورته المدنية التعاقدية التي كانت سائدة في عهد الخلفاء الراشدين، ليتحوّل تدريجيًا إلى مفهوم سلطوي يُشرعن التوريث والحكم الوراثي، خصوصًا مع صعود الدولة الأموية.
في الفصل الثالث، يركّز جبرون على مرحلة تدوين الفكر السياسي الإسلامي، والتي يرى فيها نقطة تحوّل كبرى، إذ تبلورت فيها النظريات الكبرى للإمامة، وانتقل الخطاب السياسي من كونه خطابًا عمليًا إلى خطاب مؤسّس ومؤدلج، من خلال توظيف النصوص وتأويلها في اتجاهات عقائدية متباينة. في هذا السياق، يدرس المؤلف أعمال المعتزلة، والشيعة، والأشاعرة، وأهل الحديث، كما يستعرض النتاج الفقهي المرتبط بالسلطة، مثل كتب الخراج والأحكام السلطانية، ويبرز كيف أسهم هذا الفقه في إضفاء طابع واقعي وعملي على ممارسة الحكم، مستندًا في كثير من الأحيان إلى المصلحة والاجتهاد، لا إلى النصوص الثابتة فقط.
كما يخصص جزءًا مهمًا من هذا الفصل لدراسة ما يسميه بـ«الأدب السلطاني»، أي المؤلفات التي كُتبت لإرشاد الحكام وتوجيههم، مثل «سِيَر الملوك» لابن المقفع، و«التاج في أخلاق الملوك»، و«أدب الدنيا والدين» للماوردي، وهي نصوص تتأثر بالنموذج الفارسي البيزنطي في تصور السلطة، وتُظهر انتقال الفكر السياسي من إطار الشورى الجماعية إلى ثقافة الاستبداد المبرر دينيًا أو أخلاقيًا. ويشير الكاتب إلى أن هذا المسار لم يكن ناتجًا فقط عن نصوص دينية، بل تأثرت به عوامل اجتماعية وثقافية ودولية، من بينها «التفارس» أو التأثر بالأنظمة الملكية الشرقية التي جعلت من الحاكم كائنًا مقدسًا أو ظل الله في الأرض.
أما الفصل الرابع فيتناول الفكر السياسي الصوفي، ويحلل كيف ساهم التصوف في تشكيل ما يسميه بـ«الشرعية الأخلاقية» أو «الطاعة الرمزية» للسلطة، إذ أقر الصوفية بوجود السلطة الزمنية، ودعوا إلى طاعتها من باب تجنب الفتنة، وحماية الجماعة، والانشغال بإصلاح النفس. لكنه يبين في الوقت ذاته أن التصوف لم يكن دائمًا عامل تهدئة، بل في حالات معينة تحوّل إلى تيار مقاومة، كما في تجربة المهدي بن تومرت، والزوايا المغربية، والزوايا الجزائرية في مقاومة الاستعمار. ويُبرز الكاتب أن الفكر السياسي الصوفي أعاد تركيز الشرعية من الفقه والظاهر إلى الباطن، ما أدى إلى ظهور سلطة رمزية تُوازي السلطة الزمنية وتنافسها أحيانًا، خصوصًا عندما يتماهى شيخ الطريقة مع الضمير الديني للجماعة.
وعبر هذه الفصول الأربعة، يؤكد جبرون أن الفكر السياسي الإسلامي ظل في حالة شدّ وجذب بين مكوّنات المثلث الإشكالي، وأن كل مرحلة من مراحله التاريخية كانت تميل إلى ترجيح أحد هذه الأبعاد على حساب الأخرى: فمرحلة النبوة والخلافة الراشدة غلبت فيها «المدنية»، بينما المرحلة الأموية والعباسية رسّخت «الأصالة» النصية، فيما حاول الفقهاء والفلاسفة استعادة «العقلانية السياسية» لتبرير سلطةٍ لا تستند إلى الوحي وحده. ويلاحظ المؤلف أن هذا التوازن اختل بشكل واضح في العصور المتأخرة، حيث هيمنت النزعة النصوصية والفقه السلطاني على حساب الوظيفة المدنية والعقل الاجتهادي، ما أدى إلى انسداد آفاق التفكير السياسي، وتحجّر كثير من مفاهيمه. وفي الختام، يدعو جبرون إلى ضرورة تجاوز الثنائيات الكلاسيكية (الدين/الدولة، الشرع/العقل، السلف/الخلف)، وإلى مقاربة الفكر السياسي الإسلامي بوصفه نتاجًا تاريخيًا مركّبًا، يمكن إعادة تأويله واستثماره في بناء تصوّرات حديثة للشرعية والمواطنة والحكم الراشد، تستلهم روح النص لا حَرْفيته، وتستفيد من التجربة التاريخية دون الوقوع في أسرها. ويؤكد أن استيعاب منطق التعاقب والتراكم، وفهم السياقات التي أنتجت بها الأفكار، هو الشرط الضروري لأي تجديد حقيقي في الفكر السياسي الإسلامي المعاصر، بعيدًا عن الاستنساخ أو القطيعة.

## اقتباسات
عن أهمية هذه الدراسة، يكتب الناشر في تقديم الكتاب: 
"وإذا كانت عملية توثيق العبارة السياسية الإسلامية وجمع بعضها إلى بعض عملية مهمة واستراتيجية في مثل هذا العمل، فإن ربط هذه العبارة بسياقها المحلي والإقليمي لا يقل أهمية عن التوثيق، ومن ثم رام المؤلف في أكثر من موضوع إيجاد الصلة والرابط بين العبارة السياسية من جهة، وبين ما كان يعتمل في أرضها من صراعات وتحيزات من جهة ثانية، الشيء الذي يجعلها في كثير من القضايا تتخذ شكل سوسيولوجيا تاريخية للأفكار".

## جوائز
فاز الكتاب (مناصفة) بجائزة المغرب للكتاب لعام 2016، في صنف العلوم الإنسانية.

## وصلات خارجية
- نشأة الفكر السياسي الإسلامي وتطوّره - رياض المسيبلي.
- قراءة في كتاب "نشأة الفكر السياسي الاسلامي وتطوره" - عزيز قنجاع
- المفكر المغربي امحمد جبرون للجزيرة نت: الفكر السياسي الإسلامي ابن بيئته ويعكس خصائص عصر التدوين على الجزيرة.نت